# Несиметрична аберация
Несиметрична аберация (или кома, на гръцки: kóme – коса) е недостатък (аберация) на оптична система, който се проявява при падане на наклонен спрямо оптичната ос светлинен сноп. Образът на точка е ветрилообразно размито петно. За леща, на която е отстранена сферичната аберация, несиметрична аберация не се получава, ако е изпълнено т.нар. условие за синусите на Абе:
{\displaystyle ny\sin \phi =n'y'\sin \phi \,}
където {\displaystyle n} и {\displaystyle n'} са абсолютните коефициенти на пречупване съответно на средата, в която се разпространяват падащите от предмета лъчи и средата, в която се разпространяват пречупените от системата лъчи; {\displaystyle y} и {\displaystyle y'} са напречните (по отношение на оптичната ос) размери съответно на предмета и образа, а {\displaystyle \phi } и {\displaystyle \phi '} са ъглите, които сключват с оптичната ос падащият и пречупеният лъч.